# Stazione di Wani
La stazione di Wani (和邇駅?, Wani-eki) è una stazione ferroviaria della città di Ōtsu, nella prefettura di Shiga in Giappone. La stazione è gestita dalla JR West e serve la linea Kosei sulla sponda occidentale del lago Biwa.

## Linee
JR West
■ Linea Kosei

## Struttura
La stazione è costituita da due marciapiedi laterali con 2 binari su viadotto. 
Per quanto riguarda il traffico, per tutto il giorno alla stazione fermano circa 3 treni all'ora con rinforzi alle ore di punta.
| 1 | ■ Linea Kosei | per Ōmi-Takashima, Ōmi-Imazu e Tsuruga |
| 2 | ■ Linea Kosei | per Yamashina, Kyoto e Ōsaka           |

## Stazioni adiacenti
| «                                          | Servizio    | »           |
| Linea Kosei                                | Linea Kosei | Linea Kosei |
| ------------------------------------------ | ----------- | ----------- |
| Ono                                        | Locale      | Hōrai       |
| Il Rapido e il Rapido Speciale non fermano |             |             |